# Otterklobb
Otterklobb är en ö i Åland (Finland). Den ligger i Skärgårdshavet och i kommunen Kumlinge i landskapet Åland, i den sydvästra delen av landet. Ön ligger omkring 62 kilometer nordöst om Mariehamn och omkring 220 kilometer väster om Helsingfors.
Öns area är 10,6 hektar och dess största längd är 0,8 kilometer i sydöst-nordvästlig riktning. Ön höjer sig omkring 10 meter över havsytan.